# Syndrome de Partington
 Mise en garde médicale
Le syndrome de Partington est une maladie rare neurologique, caractérisée par un déficit intellectuel léger à modéré associé à une dysarthrie (trouble de l'articulation de la parole) et des mouvements dystoniques de la main (les mouvements volontaires sont perturbés par des troubles du tonus musculaire). D’autres symptômes peuvent être associés, comme des troubles du comportement, des crises d’épilepsie, une démarche inhabituelle.
Il est dû à une mutation particulière du gène ARX (Aristaless Related homeoboX), codant une protéine impliquée dans la multiplication des cellules précurseurs des neurones et dans la répartition des neurones lors du développement cérébral. Le gène ARX, découvert en 2002, est situé sur le chromosome X. Le syndrome de Partington touche presque exclusivement les hommes.
En l’absence de thérapie médicamenteuse, le traitement est ciblé sur les signes et les symptômes de chaque personne,,,
La prévalence est inconnue, probablement inférieure à 1⁄1 000 000. La maladie est très probablement largement sous-diagnostiquée. Une quarantaine de personnes sont diagnostiquées à ce jour en France.

## Histoire de la maladie
Ce syndrome a été initialement décrit par Partington en 1988, au sein d’une grande famille australienne, présentant 10 garçons atteints de déficience intellectuelle de degré variable, associée à des mouvements dystoniques des mains.
De nombreuses mutations du gène ARX ont été décrites depuis sa découverte en 2002,. Elles ont toutes en commun d’entraîner une déficience intellectuelle, isolée ou associée à d'autres symptômes formant un syndrome. Les mutations du gène ARX sont responsables d’un large spectre de maladies du neuro-développement, allant de formes graves de lissencéphalies (syndrome XLAG), à des formes légères de déficience intellectuelle sans anormalités cérébrales apparentes, mais avec des dystonies et/ou des épilepsies associées, parmi lesquelles le syndrome de Partington,,.
En 2014, une étude française, décrivant 27 patients porteurs de la mutation la plus fréquente du gène ARX, notée c429_452dup24 du gène ARX , a permis de préciser les signes cliniques associés à cette mutation, qui dorénavant constituent le syndrome de Partington. Cette mutation est la seule qui entraîne ce syndrome.

## Mode de transmission
Le syndrome de Partington se transmet sur le mode dit récessif lié à l’X :
Le gène ARX est localisé sur le chromosome X, qui est un des deux chromosomes sexuels. La maladie se manifeste chez les sujets mâles (porteurs d’un chromosome X et d’un chromosome Y) dont l’unique chromosome X est porteur de la mutation. Chez les femmes dites conductrices, la mutation est présente sur un des deux chromosomes X, mais absente sur l’autre ; elles sont cliniquement saines.
Parfois, la mutation responsable du syndrome de Partington n’est pas héritée, mais apparaît au moment de la formation des cellules germinales, ou précocement au cours du développement embryonnaire. On parle alors de mutation de novo.
Si la mutation apparait plus tardivement dans le développement embryonnaire, alors que les cellules croissent et se divisent, certaines vont porter cette mutation (dite de novo), et d’autres non (on parle de mosaïque génétique). Dans ce cas, le syndrome de Partington est relativement atténué.

## Description- Signes Cliniques

### Signes principaux
L’intensité de ces signes peut être très variable selon les individus.
- Pas de difficultés particulières pendant la période néonatale.
- Trouble du développement intellectuel faible à modéré.
- Motricité : les patients sont plus gênés pour la motricité distale fine que pour la motricité globale. Ils n’ont par exemple aucun problème d’équilibre, et marchent à un âge moyen de 20 mois (faible retard moteur). Ils ne présentent pas de déficience motrice primaire.

Ils présentent une apraxie des membres supérieurs qui se manifeste par une difficulté motrice très particulière, qui affecte les doigts et les mouvements de torsion du poignet, mais qui n’a aucun effet sur les mouvements du tronc ou des membres inférieurs. On note une préhension typique avec une « pince à trois doigts », peu d’utilisation des 4e et 5e doigts, une tenue du stylo sans utiliser la pulpe du pouce et de l’index, un défaut de programmation du geste (dyspraxie) et un trouble de régulation du tonus (dystonie) .
- Trouble de la statique rachidienne, également très fréquent (80%) avec une augmentation de la cambrure (hyper lordose lombaire) et une apparence voûtée (cyphose dorsale)[11]·
- Trouble structurel du langage, à la fois dans ses aspects réceptifs et expressifs [13]
- Dyspraxie oro-linguale d’intensité très variable, conduisant dans les formes les plus sévères à une incapacité à articuler et à un défaut de fermeture des lèvres entraînant une incontinence salivaire (bavage permanent) [5],[6],[11].

### Autres signes cliniques décrits
Ces signes ont été décrits au moins une fois, mais ne sont pas retrouvés chez tous les patients, :
- Épilepsie et/ou syndrome de West dans les 1ers mois
- Fragilité psychopathologique (hyperactivité, anxiété, stéréotypies.)
- Bonne interaction sociale et capacité à suivre une conversation, bon sens de l’échange, voire sens de l’humour.
- Spasticité des membres inférieurs, dystonie des pieds.
- Hypermétropie
- De discrètes particularités morphologiques peuvent être décrites:  implantation haute des cheveux, lèvre supérieure fine, et rétrognathisme.

## Diagnostic
Grâce à la description fine de la maladie,, il est désormais possible, devant un garçon présentant un retard de développement inexpliqué, même s’il n’existe pas d’autres personnes de sexe masculin présentant un handicap mental dans la famille, de proposer un diagnostic de mutation ARX, qui pourra être confirmé ou non par une analyse du gène.
En raison de la nécessité d’un diagnostic rapide optimisant une prise en charge précoce, la réalisation des tests génétiques pourra être préconisée sur les critères suivants chez un garçon en fonction de l’âge.

### En période néonatale
- Spasmes épileptiques dans le cadre d'un syndrome de West sans autre étiologie évidente.

### Chez le jeune enfant
- Retard global de développement
- Préhension particulière (pince à trois doigts)
- Incontinence salivaire persistante
- Retard postural modéré
- Retard de langage avec difficultés de prononciation

### Chez le plus grand
- Déficience intellectuelle
- Incontinence salivaire persistante
- Dyspraxie gestuelle et oro-linguale
- Dystonie des membres supérieurs

Devant ces signes, ou précocement en pré symptomatique en cas d’antécédents familiaux, il faut réaliser une analyse moléculaire du gène ARX avec recherche ciblée de la duplication (qui n’est pas détectée lors du séquençage de l’exome).

## Prise en charge et traitements
À ce jour, il n’existe pas de traitement curatif du syndrome de Partington. La prise en charge est basée sur les signes et les symptômes de chaque patient. Les patients ont des capacités d’apprentissage et de progression certaines, mais il faut leur proposer des outils adaptés et mettre en place une rééducation précoce. Il est particulièrement important de travailler à corriger les difficultés au niveau praxique et langagier, pour leur permettre de se développer au mieux de leurs possibilités. Trois axes découlent des études déjà menées : 
1. Permettre une  prise en charge précoce en facilitant le diagnostic.
2. Permettre à  l’enfant de communiquer pour diminuer sa frustration et les troubles du comportement qui en découlent. Pour cela, il est possible d’utiliser tous les outils actuels, y compris ceux qui ont été créés pour d’autres types     de handicap (surdité, autisme…).
3. Ouvrir la voie vers des pistes de rééducations orthophonique, psychomotrices et cognitives spécifiques à ce syndrome.

L'orthophonie peut être recommandée pour les enfants présentant une dysarthrie. Une rééducation de la sphère bucco-faciale permet également de limiter l’incontinence salivaire, l’hypotonie des joues et facilite l’alimentation. .
La mise en place précoce d’une communication alternative à l’aide de signes, d’images ou de pictogrammes est également préconisée pour favoriser les échanges avec l’entourage. Le visuel peut être utilisé pour le développement du langage oral.
- Traitement de l’incontinence salivaire (médicamenteux ou chirurgical)[16]
- Évaluations des compétences intellectuelles par la mise en place d’une prise en charge éducationnelle adaptée.

La kinésithérapie et/ou la psychomotricité sont indispensables pour améliorer le développement psychomoteur, et traiter la difficulté motrice des mains ou d’autres parties du corps.
Une attention particulière doit être portée pour diagnostiquer précocement d’éventuels signes d’épilepsie (perte du regard, absences, mouvements oculaires). Un traitement antiépileptique doit alors être prescrit pour aider à prévenir et/ou contrôler les crises récurrentes.
Des suivis ORL et ophtalmologique doivent être mis en place, au vu d’infections ORL fréquentes et d’une forte probabilité d’hypermétropie.
L’aide d’un ergothérapeute peut permettre de faciliter la coordination dans les gestes de la vie quotidienne.
Une stimulation et un accompagnement spécifiques doivent être maintenus à l’âge adulte, dans le cadre d’un programme éducatif individualisé, pour permettre la meilleure autonomie possible tout au long de la vie, et également pour limiter des dégradations susceptibles de devenir douloureuses.

## Autonomie, vie quotidienne et vie sociale
Les patients sont généralement très sociables, capables de suivre une conversation, plutôt joyeux. Ils ont souvent le sens de l’humour, et savent masquer leurs difficultés. Beaucoup d’entre eux aiment particulièrement la musique. Ils peuvent réaliser la plupart des tâches de la vie quotidienne, mais avec supervision ou aide d’un adulte.
La scolarisation peut se faire en milieu ordinaire avec aide et aménagement ou en milieu spécialisé. 70 % des patients adultes examinés dans le cadre de l’étude du docteur Aurore Curie ont une activité professionnelle (le plus souvent en ESAT, parfois en milieu ordinaire). Plusieurs patients sont autonomes pour leurs déplacements (vélo, mobylette et voiture sans ou avec permis de conduire).

## Étiologie - Génétique et physiopathologie
La protéine codée par ARX régule l’expression d’autres gènes : elle empêche ou active la production d’autres protéines à des stades précis du développement cérébral. Elle est impliquée dans le maintien de la prolifération des cellules neuronales et dans la migration des interneurones GABAergiques.
La mutation d'ARX qui est associée au syndrome de Partington est trouvée dans 72% des patients non apparentés portant une mutation dans le gène ARX et ne présentant pas de malformation cérébrale11,15.
C’est une duplication de 24 paires de bases dans l’exon 2 (notée c.429_452dup24), qui entraîne un allongement de la protéine ARX par ajout de 8 résidus (acides aminés) alanine (A). L’allongement de la série de A est susceptible de réduire la quantité de protéines, ou de dégrader sa fonction et gêner la migration normale des interneurones dans le cerveau en cours de développement, conduisant à une déficience intellectuelle et une dystonie caractéristiques du syndrome de Partington.
La même mutation peut conduire au développement d’un éventail de symptômes différents, en intensité ou en qualité, y compris au sein d’une même famille. D’autres facteurs génétiques et ou environnementaux non identifiés pourraient être impliqués.

## Recherche

### Les études cliniques descriptives
Aurore Curie a mené une première étude visant à décrire de façon précise les conséquences de la mutation c.429_452dup24 chez 27 patients issus de 12 familles françaises. Il en est ressorti un tableau clinique (décrit ci-dessus) incluant une description des signes cliniques affinée permettant de faciliter le diagnostic.
Dans une deuxième étude, l’équipe a également, grâce à l’analyse morphométrique d’imagerie cérébrale (IRM), établi une corrélation entre la structure du cerveau et l’expression de la maladie. Bien que les patients présentent un volume cérébral normal, certaines parties du cerveau, et surtout le noyau caudé, qui sert à la programmation des mouvements, ont un volume réduit. La sévérité de la gêne motrice est corrélée à la réduction du volume du noyau caudé. L’étude a montré une grande cohérence entre les données observées cliniquement, ce que l’on perçoit à travers l'imagerie cérébrale, et ce qui est issu des connaissances moléculaires.
Une autre étude a permis de caractériser les troubles du langage des patients ARX, en les comparant à des patients atteints de deux autres pathologies (Xfragile et trisomie 21), et à des personnes saines. Les patients ARX ont une atteinte structurelle du langage, -différente d’un simple retard- à la fois dans les aspects réceptifs (reconnaissance de sons, compréhension des phrases) et expressifs du langage (la production de phrases). Les praxies oro-linguales sont plus atteintes chez les patients ARX (difficultés d’articulation, troubles du débit). Les patients ARX présentent de meilleures capacités interactionnelles.
Ces troubles ressemblent à ceux décrits chez des patients atteints de mutations sur les gènes FOXP1 et FOXP2. Or, ARX régule l’expression de FOXP1, suggérant un rôle de la protéine ARX dans le développement du langage, par la régulation de FOXP1.

### Les études sur modèles animaux
Aline Dubos et ses collègues ont généré un  modèle de souris, porteur de la duplication de 24 paires de bases dans le gène ARX. Les souris ainsi obtenues présentent une très grande similarité phénotypique et clinique avec les patients portant la même mutation. Elles se révèlent un bon modèle pour l’étude des conséquences physiopathologiques de la mutation c.428-451dup24, dans l’optique d’une approche thérapeutique.

### Les études fondamentales
Elles montrent une variété d’implications de cette protéine au cours de processus fondamentaux du développement cérébral, comme la prolifération et la migration neuronales, la maturation et la différentiation des cellules, ainsi que la croissance des axones et leur connectivité. Ceci est dû à la fonction de régulateur transcriptionnel d’ARX, qui va affecter l’expression d’autres gènes.
Par exemple, une étude a montré qu’ARX agit comme régulateur sur le gène Kdm5c , dont les mutations sont des causes de déficiences intellectuelles donnant des symptômes proches de ceux induits par les altérations d’ARX. Ce gène est impliqué dans la structuration de la chromatine. Comme les modifications de la chromatine sont réversibles, il est possible que des traitements épigénétiques compensent les effets de la dérégulation en cascade induite par des mutations d'ARX.
Aurore Curie et ses collègues ont montré comment est exprimée et où est localisée la protéine ARX au cours du développement fœtal et chez l’adulte.

## Mouvement associatif
Xtraordinaire, association nationale de familles touchées par une déficience intellectuelle liée au chromosome X. Créée en 2006 par quatre familles concernées, l'Association  représente les personnes et les familles ayant des proches présentant une déficience intellectuelle liée au chromosome X, incluant le syndrome de Partington.